# Bosvedjans kyrka
Bosvedjans kyrka är en före detta kyrkobyggnad i stadsdelen Bosvedjan strax norr om Sundsvalls centrum. Den var tidigare församlingskyrka i Sköns församling i Härnösands stift och avlystes vid en sista gudstjänst den 28 oktober 2023. 

## Kyrkobyggnaden
Kyrkobyggnaden uppfördes 1969 efter ritningar av arkitekt Bengt Arvidsson och tillkom när Sundsvall expanderade norrut och stadsdelen byggdes upp. Från början var byggnaden en församlingsgård, men år 1979 fick den status som kyrka då Bertil Werkström utförde en biskopsvisitation. 1993 tillbyggdes ett spetsigt klocktorn ovanför entrén. Klocktornet var en donation från Birstahemmet.
Kyrkobyggnaden har en stomme av betong och fasader klädda med gråvitt tegel. Taket är belagt med svartmålad plåt och har två takfall. Mellan takfallen finns en fönsterramp, ett klerestorium, som släpper in ljus till kyrksalen.
Kyrksalen ligger på övre våningen och rymmer 200 personer. Kyrksalen har väggar klädda med rödbrunt tegel och kan delas av på mitten. Det svagt lutande innertaket är klätt med obehandlad träpanel. Golvet är belagt med parkett. Stolsinredningen är lös och kan flyttas. I bottenplanet finns lokaler för barn- och ungdomsverksamhet samt kök.

## Inventarier
- Altartavlan är utförd av konstnären Yngve Svedlund och är en triptyk i emalj. Dess motiv är en kristusgestalt.
- En fyrstämmig orgel är tillverkad av Gustav Hagströms orgelfabrik i Härnösand.
- Kyrkklocka från 1877.

## Bilder

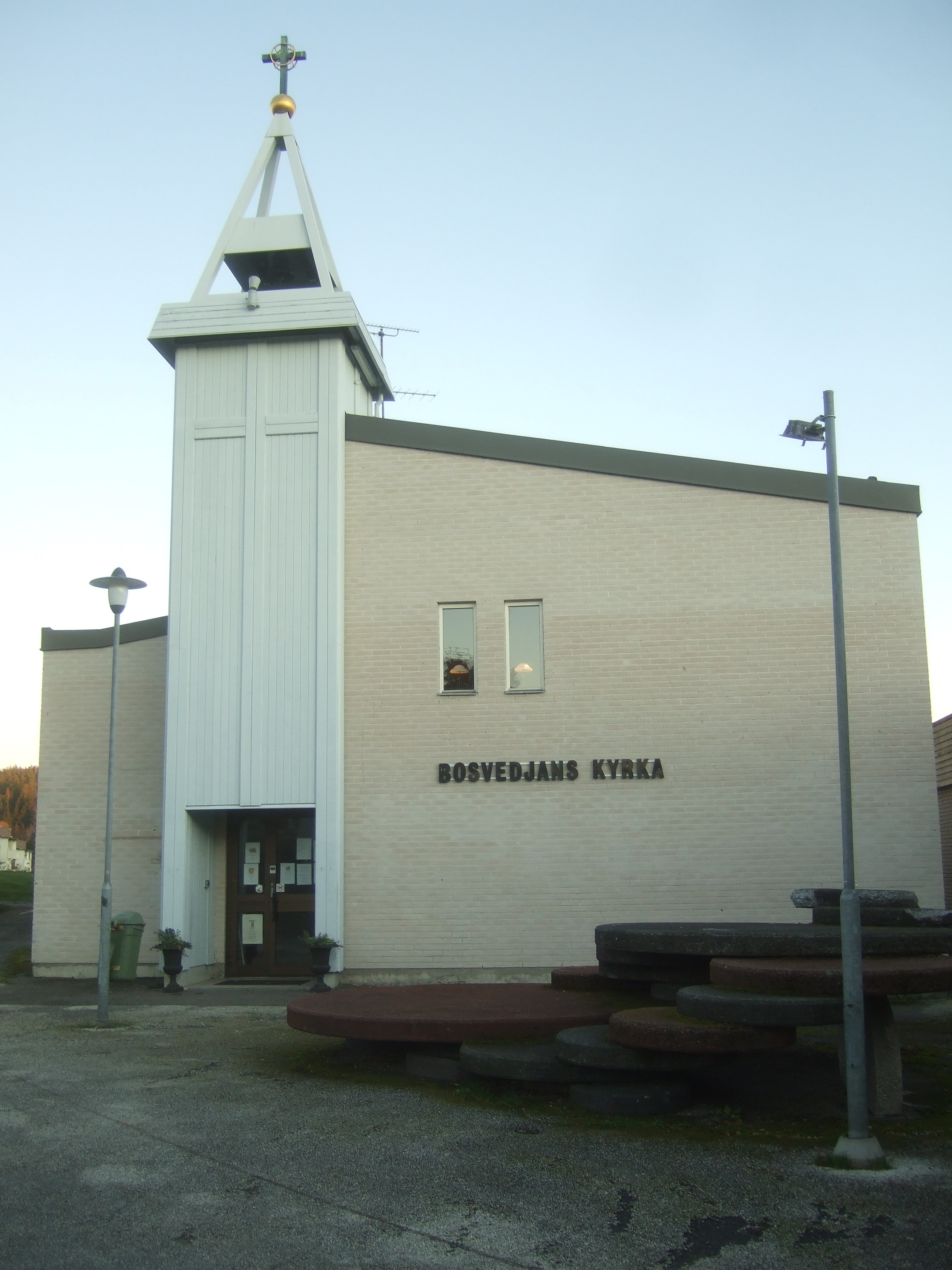
Fasaden mot väster med huvudingång och klocktorn
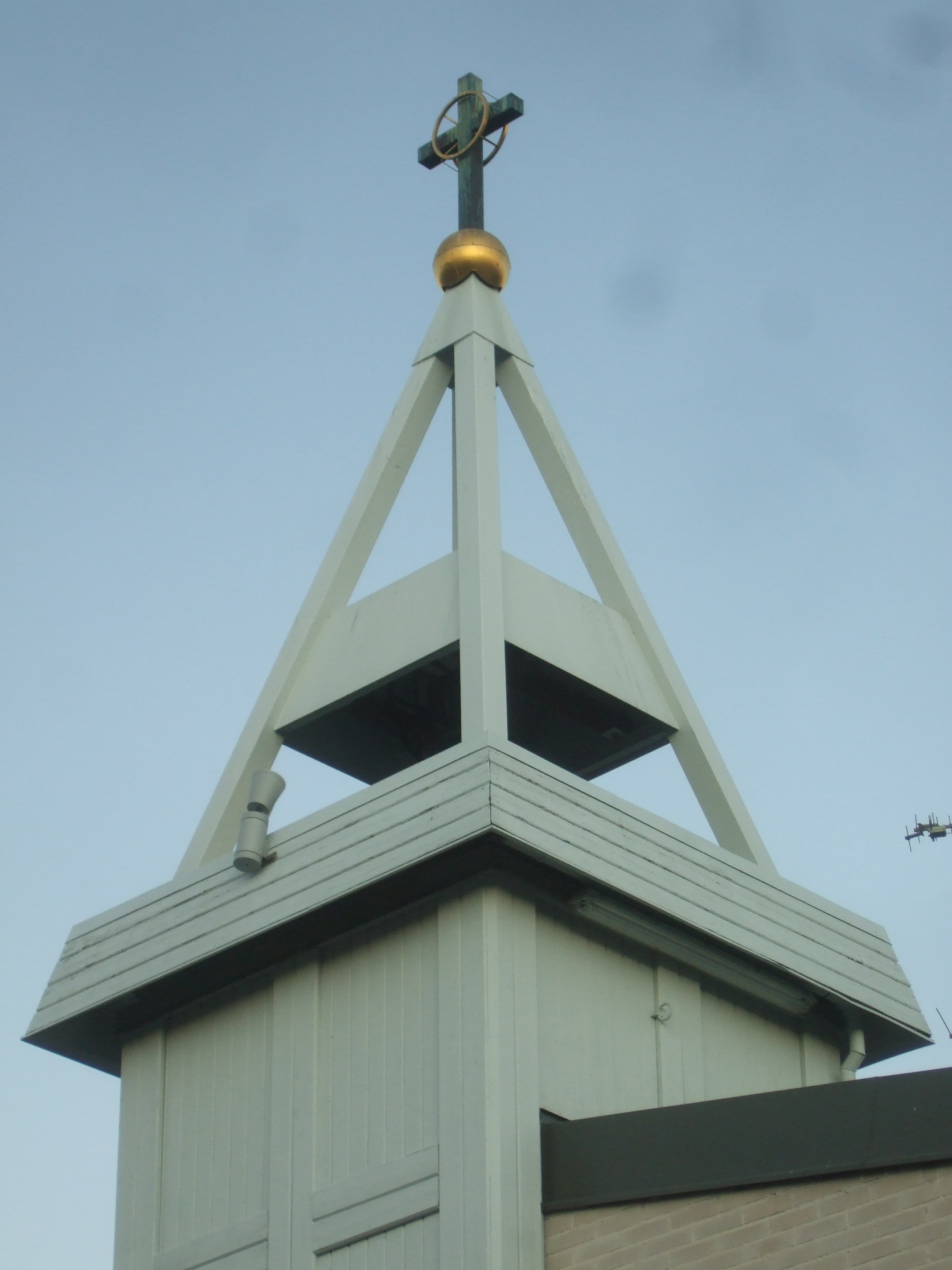
Klocktornets pyramidformade överdel
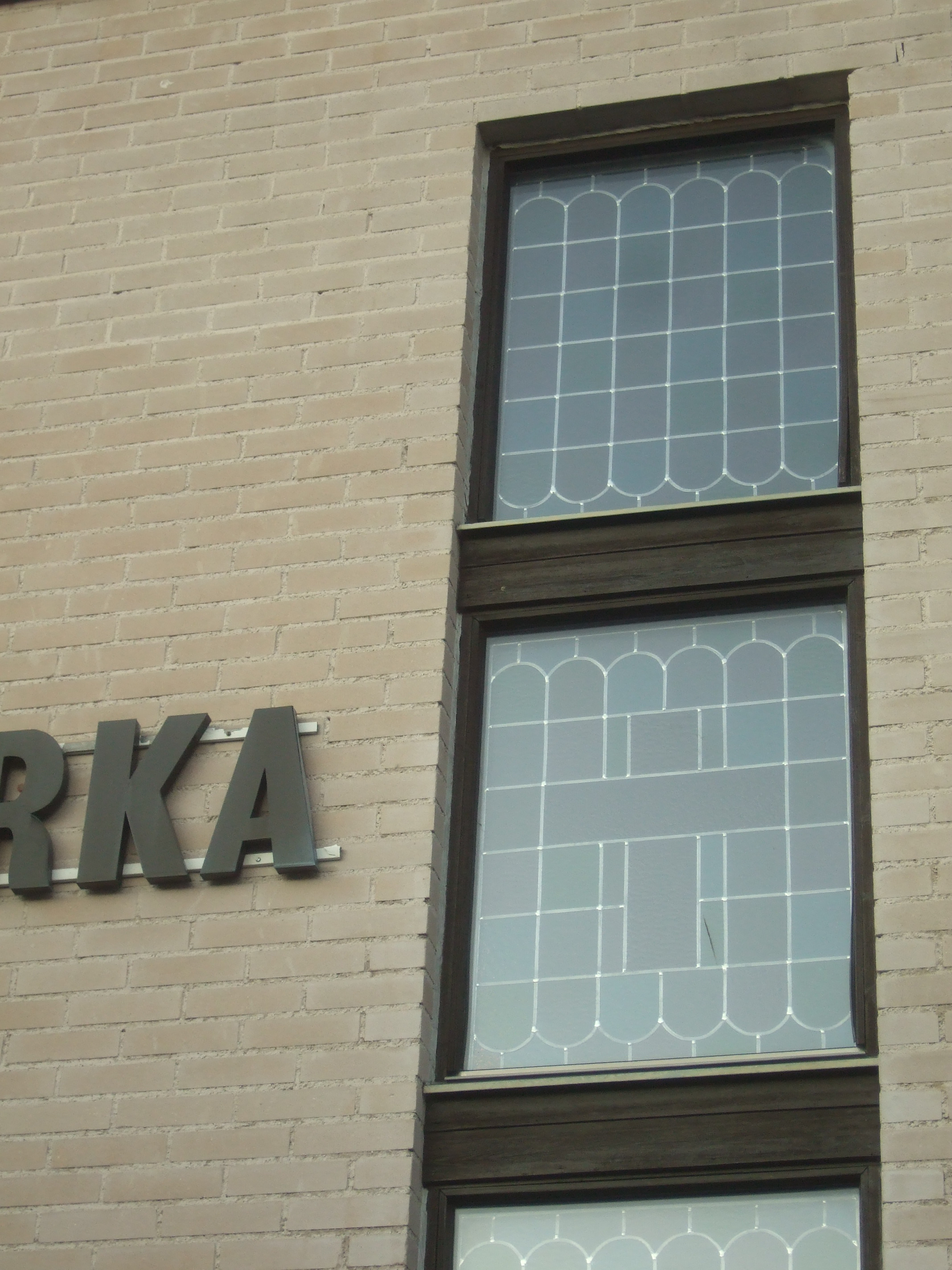
Kyrkfönster mot söder
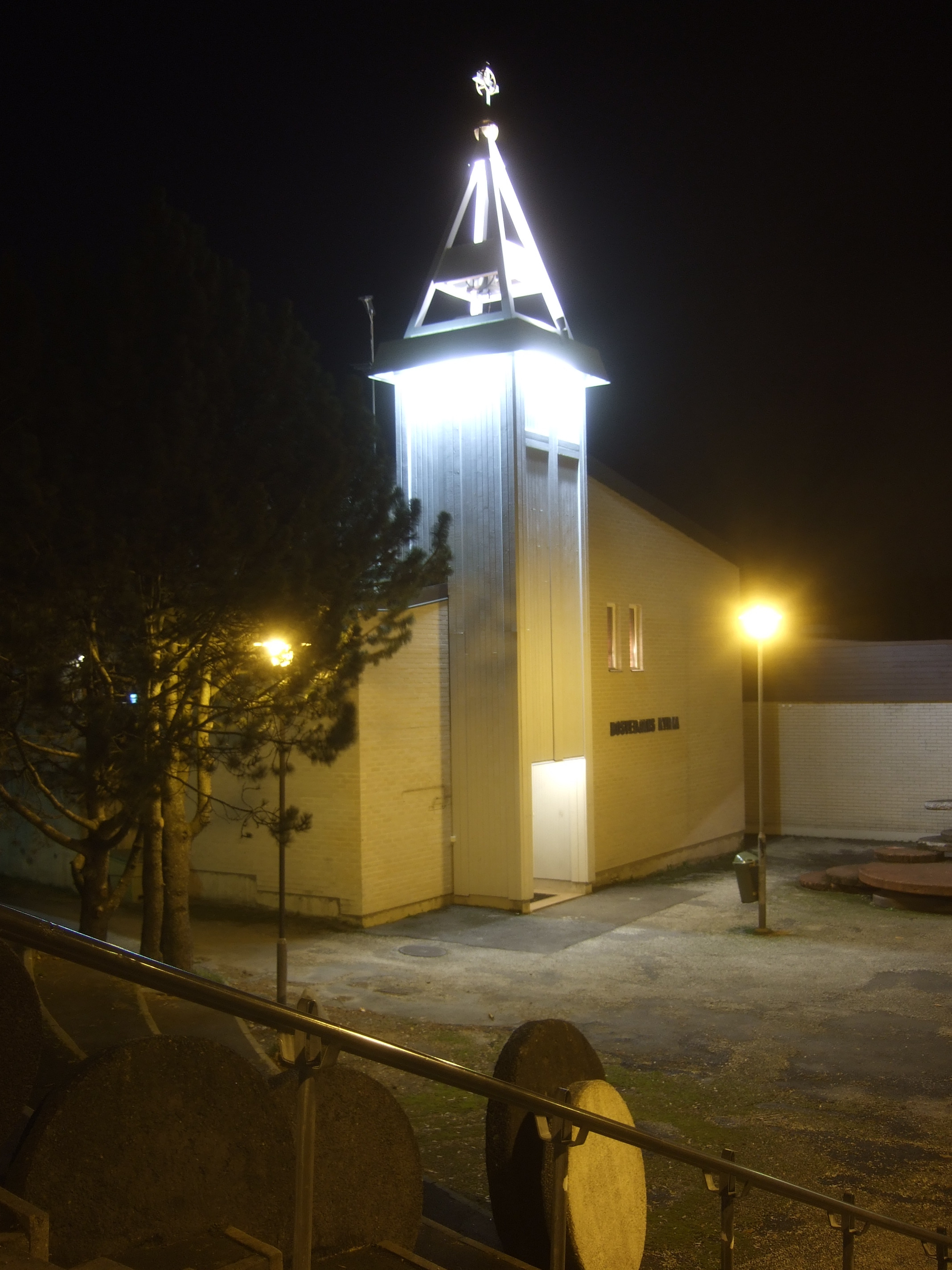
Kvällsvy mot kyrkan
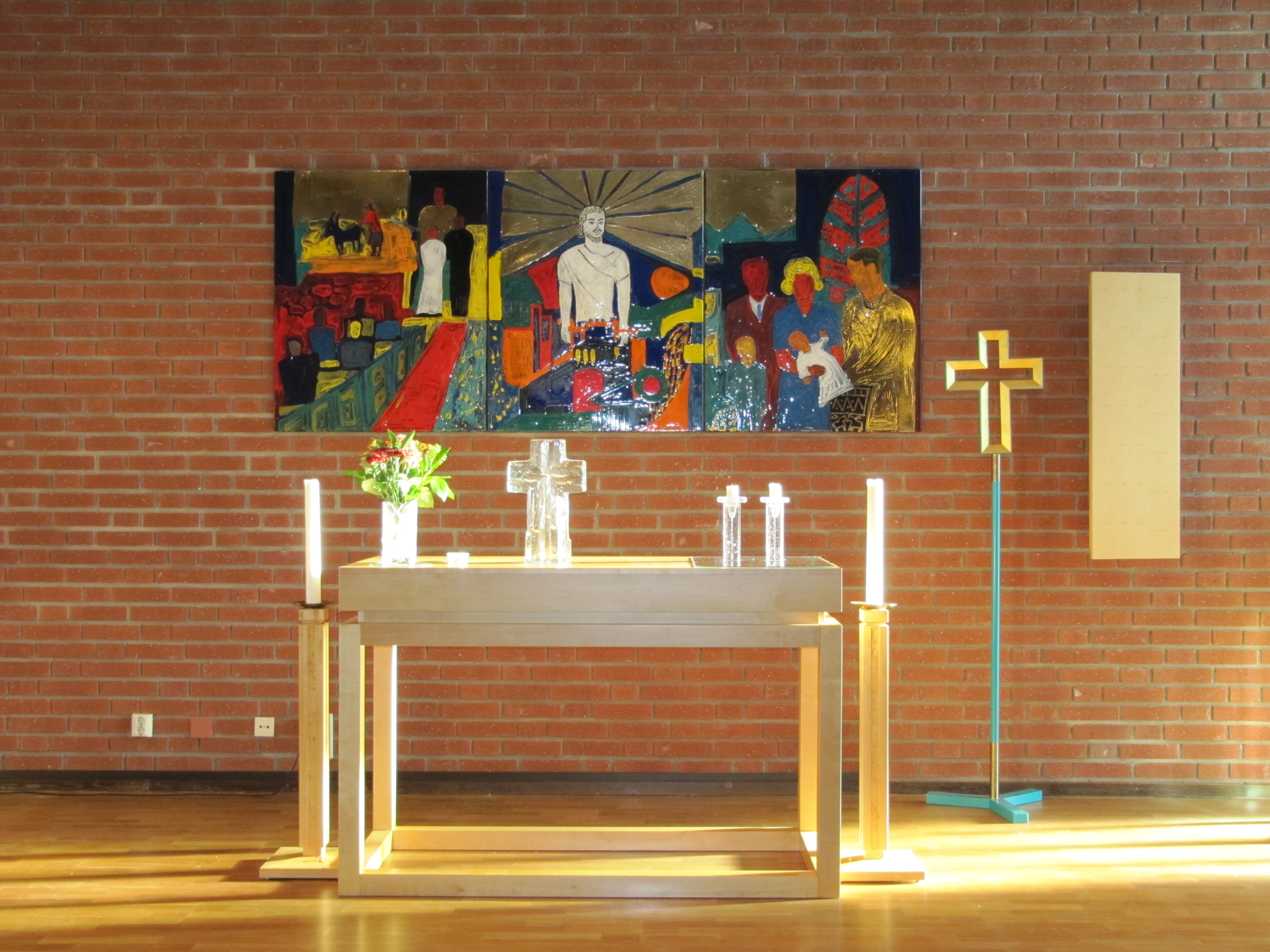
Altare och altartavla
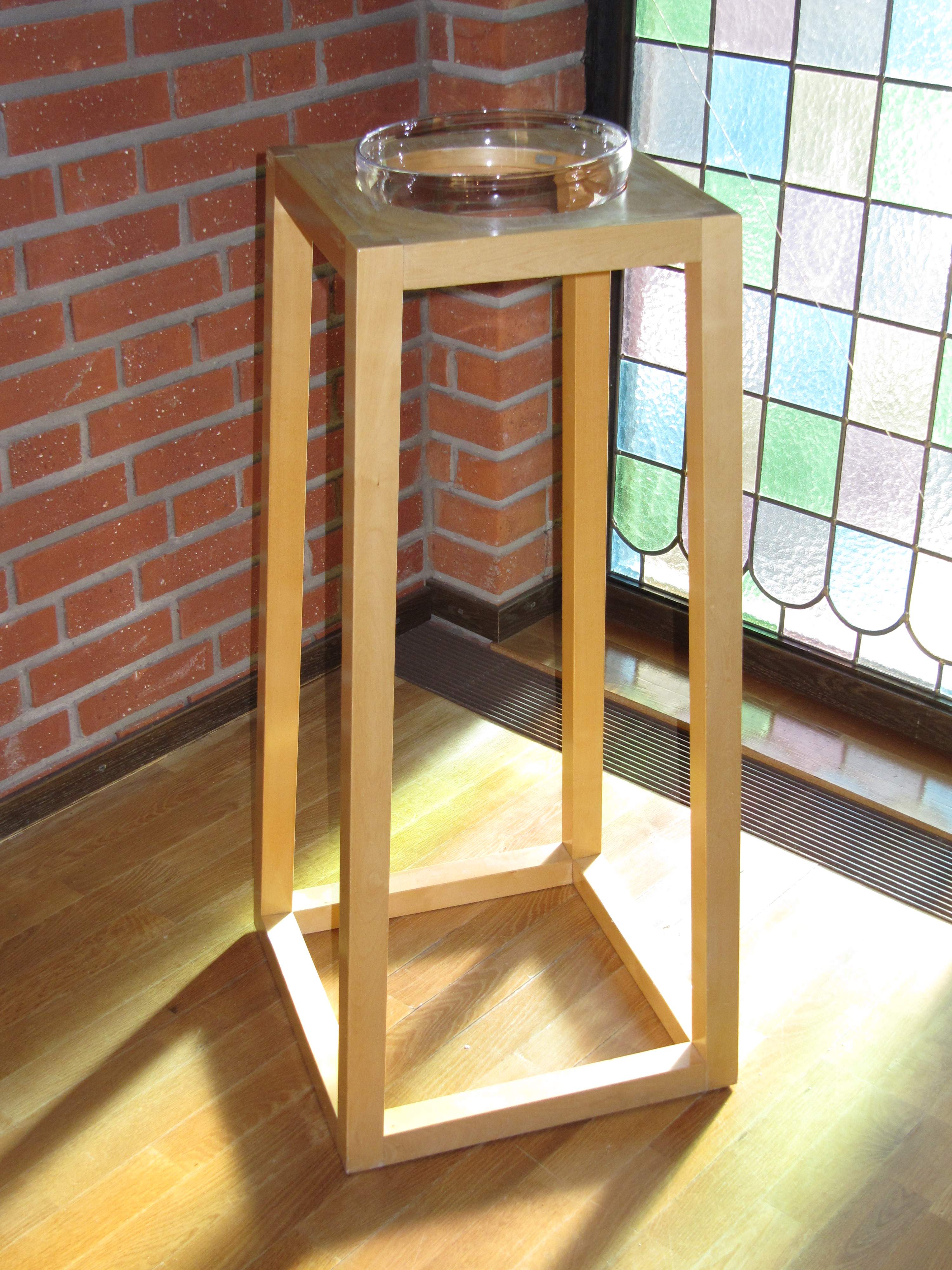
Dopfunt
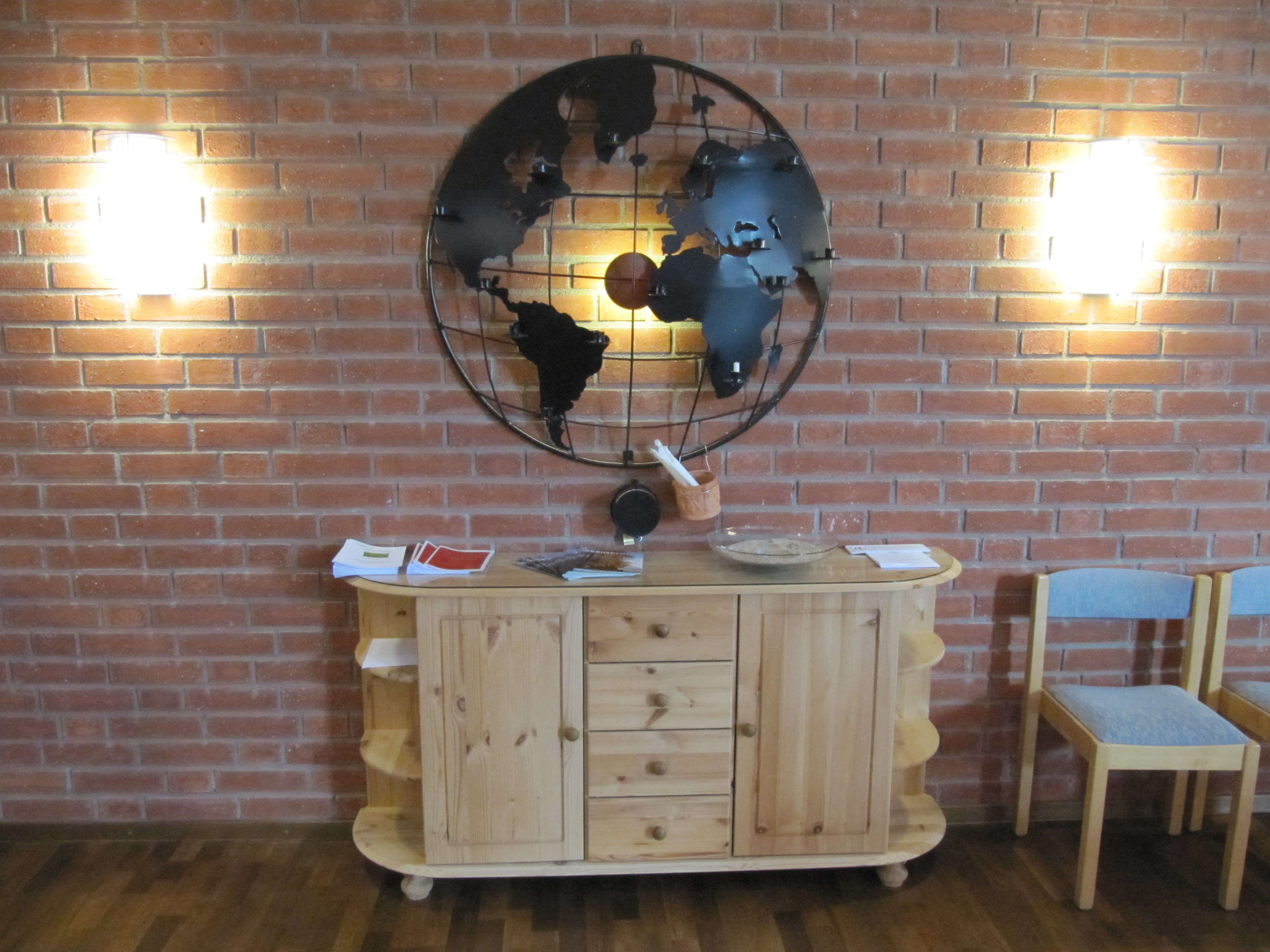
Ljusbärare

### Webbkällor
- Bosvedjans kyrka på Svenska kyrkans hemsida
- Information om Bosvedjans kyrka på Vigselguiden
- anläggningspresentation